# A Modern Family
A Modern Family (Ideal Home) è un film del 2018 scritto e diretto da Andrew Fleming, con protagonisti Steve Coogan e Paul Rudd.

## Trama
Il celebre chef televisivo Erasmus Dickie Brumble e il suo compagno Paul sono un'affiatata ed eccentrica coppia. La loro vita viene improvvisamente messa a soqquadro dall'arrivo del nipote di Erasmus, che non sapeva di avere, avendo perso da anni ogni contatto con il figlio. Il padre del bambino è in prigione e sembra che non abbia nessun altro posto dove andare e così, dopo le iniziali perplessità, decidono di accoglierlo nella loro stravagante casa. Il bambino metterà a dura prova la pazienza di Erasmus e Paul ma permetterà anche ad entrambi di sistemare molte cose nel loro amore.

## Produzione
Le riprese hanno avuto luogo a Santa Fe, Nuovo Messico, a maggio 2016.

## Distribuzione
Il film è stato presentato in anteprima in Australia il 15 febbraio 2018 al Mardi Gras Film Festival. Verrà distribuito nelle sale cinematografiche australiane il 21 giugno e in quelle neozelandesi 12 luglio 2018.

## Altre date di uscita
- Australia: 15 febbraio 2018 (Mardi Gras Film Festival)
- Australia: 16 marzo 2018 (Melbourne Queer Film Festival)
- Australia: 28 aprile 2018 (Gold Coast Film Festival)
- USA: 7 giugno 2018 (FilmOut San Diego)
- Italia : 19 giugno 2018 (Biografilm Festival)[Verificare]
- Regno Unito: 23 giugno 2018 (Edinburgh International Film Festival)
- USA : 29 giugno 2018 (limitato)[Chiarire]
- Regno Unito: 6 luglio 2018
- Italia : 12 luglio 2018[Verificare]
- Paesi Bassi: 26 luglio 2018
- Grecia: 30 agosto 2018

## Altri titoli
- Ideal Home (Titolo originale)
- Lar Ideal (Brazile)
- A Modern Family (Italia)
- Идеальный дом (Russia)